# Kościół Wniebowstąpienia Pańskiego w Marszewie
Kościół Wniebowstąpienia Pańskiego w Marszewie – katolicki kościół filialny zlokalizowany we wsi Marszewo w gminie Goleniów, w powiecie goleniowskim (województwo zachodniopomorskie). Jest filią parafii św. Katarzyny w Goleniowie.

## Historia i architektura
Kościół został wzniesiony w XV wieku, częściowo przebudowany w wieku XVIII. Jest to gotycka budowla salowa, orientowana, murowana z kamienia. Usytuowany na planie prostokąta kościół zamyka od wschodu trójboczne prezbiterium. Gotycki portal wejściowy znajduje się w elewacji południowej. Okna zostały przemurowane w XVIII wieku, zamurowane ślady dwóch pierwotnych okien gotyckich widoczne są w południowej ścianie. Nawę nakrywa dach dwuspadowy. Od strony zachodniej dostawiona jest drewniana wieża w konstrukcji szkieletowej, odeskowana, zwieńczona ośmiobocznym hełmem. Z dawnego wyposażenia zachowała się umieszczona w ołtarzu płyta kamienna i dwa fragmenty witraży okiennych z herbami.
Po II wojnie światowej kościół został konsekrowany jako świątynia katolicka w dniu 19 marca 1946 roku przez ks. Franciszka Włodarczyka TChr.